# 揚福利拉
11°10′43″N 8°9′20″W / 11.17861°N 8.15556°W

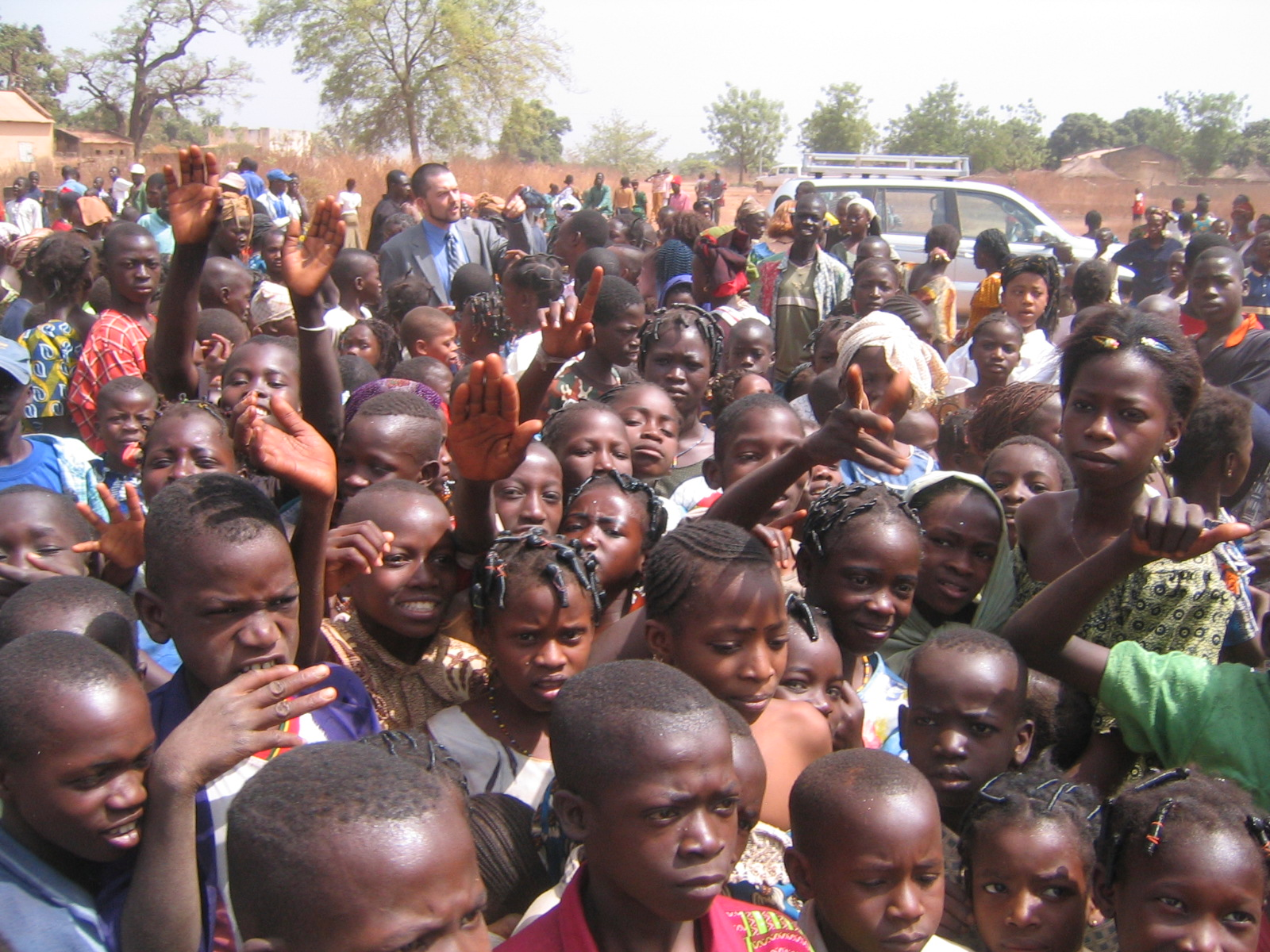
揚福利拉的孩童

揚福利拉（法語：Yanfolila），是馬里的城鎮，位於該國南部，由錫卡索區負責管轄，是揚福利拉省的首府，處於錫卡索以西272公里和巴馬科以南164公里，2002年人口10,800。